# Anabremia inquilina
Anabremia inquilina är en tvåvingeart som beskrevs av Solinas 1965. Anabremia inquilina ingår i släktet Anabremia och familjen gallmyggor.
Artens utbredningsområde är Italien. Inga underarter finns listade i Catalogue of Life.